# BMW R 1100 R
La R 1100 R est un modèle de motocyclette du constructeur bavarois BMW.
Elle utilise un moteur à injection de 1 085 cm³ développant 80 ch.
Elle utilise le moteur et la partie cycle lancées initialement en 1993 sur la R 1100 RS dans une définition proche de la R 1100 GS.